# Pernille Blume
Pernille Blume, född 14 maj 1994 i Herlev, är en dansk simmare.
Hon deltog i de olympiska spelen 2012 men gick inte vidare från kvalet i de individuella grenarna, i lagkapperna slutade det danska laget på en sjätteplats på 4×100 meter frisim och en sjundeplats på 4×100 meter medley. I december samma år vann hon en guldmedalj i lagkappen på 4×50 meter medley på kortbane-VM i Istanbul. Blume tog två ytterligare lagkappsguld vid kortbane-VM 2014 i Doha.
Vid de olympiska simtävlingarna 2016 vann Blume en guldmedalj på 50 meter frisim, det första danska OS-guldet i simning sedan 1948. Senare samma dag tog hon även en bronsmedalj i lagkappen på 4×100 meter medley tillsammans med Mie Østergaard Nielsen, Rikke Møller Pedersen och Jeanette Ottesen.
För sina insatser under 2016 mottog Blume Danmarks förnämsta idrottsutmärkelse, Årets Sportsnavn, som utdelas av Danmarks Idrætsforbund och Jyllands-Posten.
Vid de olympiska simtävlingarna i Tokyo 2021 tog hon en bronsmedalj på 50 meter frisim.